# Седа (річка)
Се́да (латис. Seda) — річка в Латвії, в регіоні Ліфляндія. Довжина — 62 км. Площа басейну — 543,9 км². Бере початок в Жулдінських болотах на естонсько-латвійському кордоні. Протікає Седською рівниною. Впадає в озеро Буртнієку. На річці розташоване місто Седа.